# Wolfgang Wilmanns (Mediziner)
Wolfgang Wilmanns (* 20. Mai 1929 in Gadderbaum-Bethel, heute Bielefeld; † 24. Dezember 2003 in München) war ein deutscher Mediziner und Hochschulprofessor.

## Biografie
Der Sohn der hanseatischen Kaufmanns- und Gelehrtenfamilie Wilmanns, dessen Vater Richard Wilmanns Medizinischer Direktor bei den Von Bodelschwinghschen Anstalten Bethel war, studierte Medizin an den Universitäten Universität Mainz, Universität Innsbruck und Universität Marburg. 1955 bis 1956 war er in Passaic/New Jersey (USA) tätig. Nach einem Praktischen Jahr war er von 1958 bis 1960 Stipendiat der Deutschen Forschungsgemeinschaft am Institut von Feodor Lynen an der Universität München, wo er vor allem biochemische Forschung betrieb. Seine Forschungen zur Purin- und Pyrimidinsynthese führten zu Behandlungsmethoden bei Leukämie, die Wilmanns Arbeitsschwerpunkt seines Forscherlebens bildeten.
Weitere Stationen seiner wissenschaftlichen Laufbahn waren die Universität Marburg (Assistenzarzt bei Hans Erhard Bock), dem er 1962 an die Universität Tübingen folgte. Dort wurde er 1971 zum außerplanmäßigen Professor berufen.
Von 1977 bis 1998 war er Direktor der Medizinischen Klinik III im Klinikum der Universität München in Großhadern, wo er auch Direktor des Instituts für Klinische Hämatologie im Forschungszentrum für Umwelt und Gesundheit (GSF) war.
1998 gründete er die Wolfgang-Wilmanns-Stiftung zur Förderung der Leukämie- und Tumorforschung an den Münchner Universitäten sowie des Tumorzentrums München. Die Stiftung vergibt Förderpreise an junge Wissenschaftler oder Forschergruppen.

## Mitgliedschaften und Ehrungen
- Mitglied der Deutschen Akademie der Naturforscher Leopoldina
- Mitglied der New York Academy of Sciences
- Ehrendoktorwürde der Gesamten Heilkunde an der Leopold-Franzens-Universität Innsbruck
- Mitglied der Österreichischen Akademie der Wissenschaften
- Felix-Haffner-Preis für Klinische Pharmakologie (1967)
- Dr. med. Salzer-Preis für Krebsforschung (1973)
- Preis der Deutschen Therapiewoche (1978)
- Verdienstkreuz 1. Klasse des Verdienstordens der Bundesrepublik Deutschland (2002).